# بار رافائلی
بار رِفائلی (به عبری: בר רפאלי) (زاده ۴ ژوئن ۱۹۸۵ در هود هشارون، اسرائیل)، مدل لباس اسرائیلی است.
وی از سال ۲۰۰۵ در رابطه‌ای احساسی با لئوناردو دی‌کاپریو قرار دارد اما این زوج در مه ۲۰۱۱ از هم جدا شدند. در یک نظرسنجی که در آوریل ۲۰۰۹ توسط مجله ونتی فر انجام گرفت، رِفائلی به‌عنوان هفتمین زن زیبای جهان برگزیده شد.
بر پایه نظر سنجی سال ۲۰۱۲ مجله ماکسیم، در صدر ۱۰۰ مدل زیبا قرار گرفت. او در واکنش به این خبر گفت: "خیلی خوشحالم و باعث افتخار من است که در صدر این ۱۰۰ نفر قرار گرفته‌ام؛ واقعاً هیجان انگیز است! من واقعاً انتظار نداشتم که از میان این همه زن جذاب در جایگاه نخست قرار بگیرم. ممنونم از طرفدارانم که به من رای دادند. من واقعاً این لحظه را هیچگاه فراموش نمی‌کنم".